# Oscar Montelius (jurist)
Lars Oscar August Montelius, född den 12 januari 1885 i Stockholm, död där den 20 december 1950, var en svensk jurist. Han var son till Henning Montelius.
Montelius avlade juris kandidatexamen vid Uppsala universitet 1909. Han blev tillförordnad fiskal i Svea hovrätt 1914, extra ordinarie assessor där 1915, ordinarie assessor 1917, ordinarie fiskal 1919 och hovrättsråd 1922. Montelius var tillförordnad revisionssekreterare 1918–1825, konstituerad revisionssekreterare 1925–1927, ordinarie revisionssekreterare 1927–1930 och häradshövding i Västmanlands västra domsaga 1930–1947. Han blev riddare av Nordstjärneorden 1926 och kommendör av andra klassen av samma orden 1938. Montelius vilar på Djursholms begravningsplats.